# Cruz Misionera (Piura)
Cruz Misionera, denominado también como Tapalco, es un caserío peruano ubicado en el distrito de Ayabaca, perteneciente a la provincia homónima del departamento de Piura, al norte del Perú. 

## Ubicación
Cruz Misionera se ubica al noreste de la provincia de Ayabaca, en el distrito de Ayabaca, en el departamento de Piura.

## Demografía
En 2017 Cruz Misionera tenía una población de 79 habitantes.